# Block Arcade

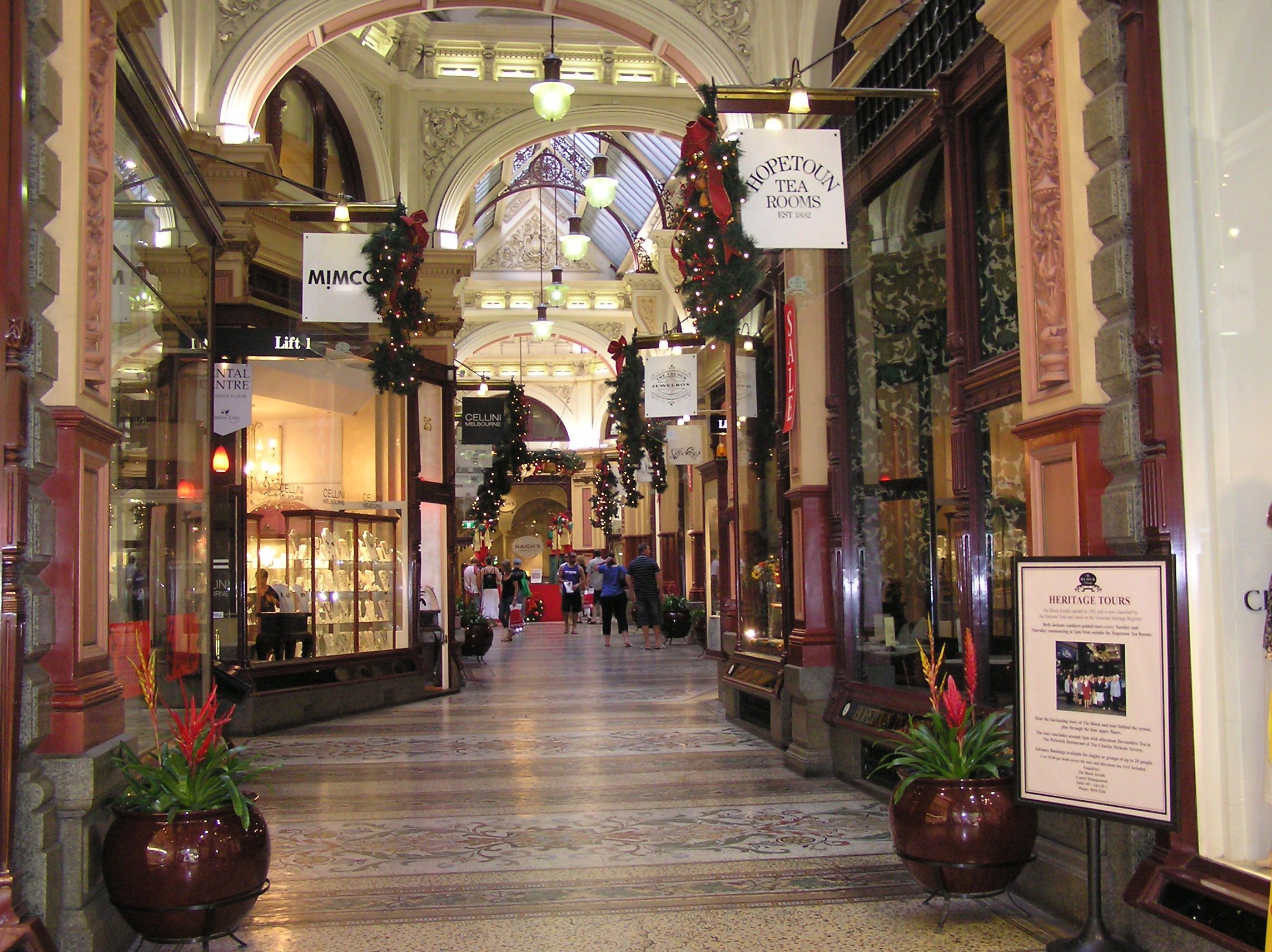
Block Arcade.

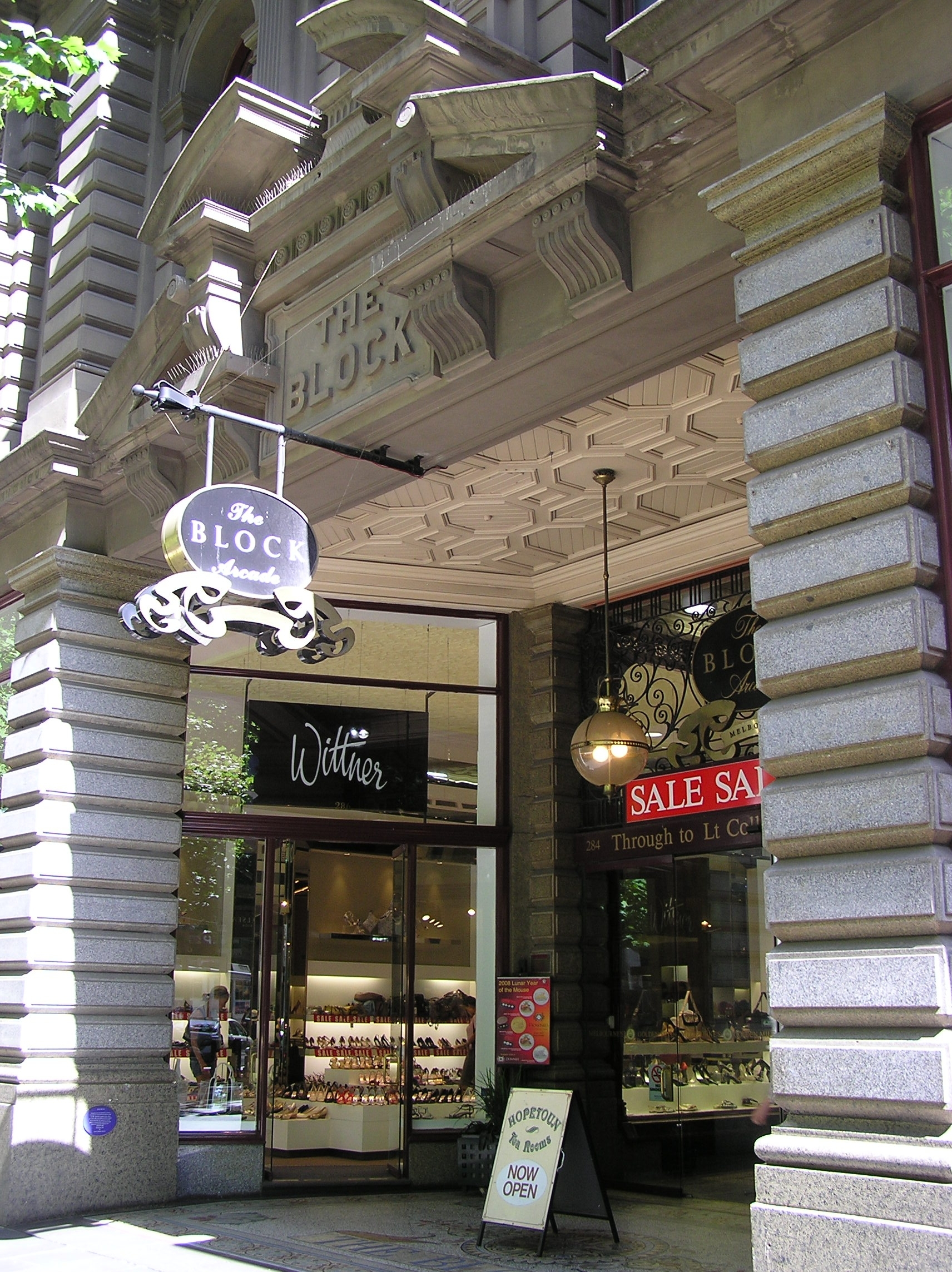
Block Arcade, ingang op Collins Street.

Block Arcade is een winkelcentrum in een arcade in Melbourne, Australië. Het bevindt zich tussen Collins Street, Little Collins Street en Elizabeth Street, in een L-vorm. Block Arcade staat op het Victorian Heritage Register door de victoriaanse architectuur en maniëristische façades. Block Arcade staat ook op de lijst van National Trust of Australia.

## Geschiedenis
De bouw van Block Arcade begon in 1891. De arcade is ontworpen door de architect David C. Askew van het architectenbureau Twentyman and Askew en het werd gefinancierd door Benjamin Fink. Askew ontwierp de Block Arcade in dezelfde bouwstijl als de Galleria Vittoria in Milaan.
Het eerste deel werd voltooid in februari 1892 en het tweede deel werd gebouwd toen extra grond aan Elizabeth Street werd aangekocht. In oktober 1893 was de bouw voltooid. De Block Arcade heeft een L-vorm en in de hoek hiervan bevindt zich een groot mozaïek op de vloer. Toen het voltooid werd was dit het grootste mozaïek in Australië volgens het Building and Engineering Journal.
Block Arcade stond voorheen bekend als Carpenter's Lane.